# Greg Lewis (Footballspieler)
Gregory „Greg“ Alan Lewis (* 12. Februar 1980 in Chicago, Illinois) ist ein ehemaliger US-amerikanischer American-Football-Spieler auf der Position des Wide Receivers. Er spielte bei den Philadelphia Eagles und den Minnesota Vikings in der National Football League (NFL).

## Karriere

### College
Lewis besuchte die University of Illinois, spielte in deren Football-Team allerdings nur eine untergeordnete Rolle und erhielt auch kein Stipendium. Er verließ das College ohne sportliche Auszeichnungen.

### NFL
Die Philadelphia Eagles verpflichteten den Wide Receiver 2003 ungedraftet. Während seiner Zeit bei den Eagles absolvierte er 90 Spiele, fing 127 Pässe für 1.699 Yards Raumgewinn und sieben Touchdowns. Im März 2009 kam Lewis im Zuge eines Tauschgeschäfts zu den New England Patriots, wurde dort jedoch zu Saisonbeginn aus seinem Vertrag entlassen.
Nur wenige Tage später unterschrieb Lewis bei den Minnesota Vikings. Er fing noch im selben Monat, in seinem ersten Spiel für die Vikings, den spielentscheidenden Touchdown zum 27:24 gegen die San Francisco 49ers. Zu diesem Zeitpunkt waren lediglich noch zwei Sekunden zu spielen. Im Frühjahr 2010 wurde der Vertrag um ein weiteres Jahr verlängert.